# Allal Ben Kassou
Allal Ben Kassou (en árabe: علال بنقسو‎) (Rabat, 30 de noviembre de 1941-Ibídem, 29 de octubre de 2013) fue un futbolista marroquí que jugaba en la posición de portero.

## Biografía
Allal Ben Kassou debutó como futbolista profesional en 1959 con el FAR Rabat a los 18 años de edad. Con el club llegó a ganar la Liga marroquí de fútbol un total de siete veces y la Copa del Trono en otras dos ocasiones. Finalmente se retiró en 1972 a los 32 años de edad.
En 2006, fue seleccionado por la CAF como uno de los 200 mejores futbolistas africanos de los últimos 50 años.
Allal Ben Kassou falleció el 29 de octubre de 2013 en Rabat a los 71 años de edad.

## Selección nacional
Allal Ben Kassou jugó un total de 116 partidos con la selección de fútbol de Marruecos. Además jugó en los Juegos Olímpicos de Tokio 1964, en la Copa Mundial de Fútbol de 1970 y en la Copa Africana de Naciones 1972.

## Clubes
| Club      | País      | Año         |
| --------- | --------- | ----------- |
| FAR Rabat | Marruecos | 1959 - 1972 |

## Palmarés
- Liga marroquí de fútbol (7): 1961, 1962, 1963, 1964, 1967, 1968 y 1970
- Copa del Trono (2): 1960 y 1971